# Ponson-Dessus
 Ponson-Dessus  es una población y comuna francesa, en la región de Aquitania, departamento de Pirineos Atlánticos, en el distrito de Pau y cantón de Montaner.

## Demografía
| 221 | 207 | 181 | 212 | 227 | 234 |
| Para los censos de 1962 a 1999 la población legal corresponde a la población sin duplicidades (Fuente: INSEE [Consultar]) |     |     |     |     |     |